# Список малых базилик Беларуси
Список малых базилик Белоруссии представляет собой список католических храмов Белоруссии, удостоенных титула малой базилики. Этот почётный титул присваивается Святым Престолом в ознаменование древности храма, его исторической важности и/или большой значимости как паломнического центра.
По состоянию на август 2024 года четыре храма Белоруссии обладали титулом малой базилики.
| № | Место   | Название базилики                                                                             | Время основания     | Дата присвоения титула | Фото | Диоцез                        |
| - | ------- | --------------------------------------------------------------------------------------------- | ------------------- | ---------------------- | ---- | ----------------------------- |
| 1 | Гродно  | Собор Святого Франциска Ксаверия (бел. Базіліка Святога Францішка Ксаверыя)                   | 6 декабря 1705 года | 15.12.1990             |      | Гродненский диоцез            |
| 2 | Будслав | Базилика Вознесения Пресвятой Девы Марии (бел. Базіліка Унебаўзяцця Найсвяцейшай Дзевы Марыі) | 1783 год            | 11.06.1993             |      | Минско-Могилёвский архидиоцез |
| 3 | Пинск   | Собор Вознесения Девы Марии (бел. Базіліка Унебаўзяцця Найсвяцейшай Дзевы Марыі)              | 1396 год            | 06.02.1996             |      | Пинский диоцез                |
| 4 | Браслав | Базилика Рождества Девы Марии (бел. Базыліка Нараджэння Найсвяцейшай Дзевы Марыі)             | 1824 год            | 17.08.2024             |      | Витебский диоцез              |